# 二道沟邮局旧址
二道沟邮局旧址，原称为吉黑邮务管理局长春二道沟邮局，位于中华人民共和国吉林省长春市宽城区一心街12-2号，是原宽城子站铁路附属地内的一座历史建筑。同时也是中国共产党在长春的第一个地下通讯站和吉林省最早的中共党组织诞生地。2004年，二道沟邮局旧址以“二道沟邮局中共地下党活动旧址”之名，入选长春市第七批市级文物保护单位。

## 历史沿革
1924年8月，驻哈尔滨市的吉黑邮务管理局在长春宽城子站铁路附属地内租赁了一幢二层楼房，设立邮务支局，称为吉黑邮务管理局长春二道沟邮局。该楼为中式青砖二楼，坐东朝西，楼上2个房间，楼下4个房间。房主是俄籍侨民马足林克。同年共产党员张锦春在哈尔滨报考吉黑邮务管理局工作，被录用，随后张锦春被派至长春二道沟邮局任局长。张锦春以此为掩护，在邮局建立中国共产党在长春的第一个通讯站—中共长春通讯站，代号弓长之，秘密传递中共中央、中共北方区执委会与哈尔滨独立组之间的来往信件，护接干部过境，发展党员等。通讯站建立后，按照中共北满地委的指示，张锦春陆续发展本局拣信生安贫、省立第二师范学校学生韩守本、王平等入党，并于1925年6月在省立第二师范学校（今长春树勋小学）建立第二个通讯站。之后，根据北满地委的批示，于1926年9月，以二道沟通讯站和省立第二师范学校通讯站为基础，建立中共长春支部，支部机关设在省立第二师范学校。这是中国共产党在长春建立的第一个党支部。1927年，张锦春考入哈尔滨中东铁路专科学校学习一年，毕业后被分配到陶赖昭站、三岔河站等火车站任副站长，继续从事革命工作。二道沟邮局作为中共长春第一个通讯站的工作遂告结束。解放后，二道沟邮局归房产部门所有，辟为民宅。
2004年，二道沟邮局旧址被公布为长春市第七批市级文物保护单位。2008年，市委、市政府决定对该处进行保护性修复，2009年6月竣工。修复后的中国共产党在长春的第一个通讯站旧址内设有“中国共产党在长春的早期革命活动”展览。2009年和2012年，二道沟邮局旧址先后入选长春市级和吉林省级中共党史教育基地。